# Conseil départemental des Deux-Sèvres
Le conseil départemental des Deux-Sèvres est l'assemblée délibérante du département français des Deux-Sèvres, collectivité territoriale décentralisée. Son siège se trouve à Niort.

## Présidence
Le conseil départemental des Deux-Sèvres est actuellement présidé par Coralie Dénoues, depuis le 1er juillet 2021. Conseiller départemental de la Gâtine depuis 2015, elle avait été candidate dissidente LR aux élections législatives de 2017 dans la 1re circonscription des Deux Sèvres.

### Liste des présidents
| Période                            | Période                      | Nom                                | Parti                        | Parti                        |
| Président du conseil général       | Président du conseil général | Président du conseil général       | Président du conseil général | Président du conseil général |
| ---------------------------------- | ---------------------------- | ---------------------------------- | ---------------------------- | ---------------------------- |
|                                    |                              | Jean-Victor Chebrou de La Roulière |                              |                              |
| 1871                               | 1877 (décès)                 | Nelzir Allard                      |                              |                              |
| 1877                               | 1882                         | Antonin Proust                     |                              |                              |
| 1882                               | 1886 (décès)                 | Pierre-Henri Goguet                |                              |                              |
| 1886                               | 1889                         | Amédée de La Porte                 |                              |                              |
| 1889                               | 1891 (décès)                 | Léo Aymé                           |                              | Rép.                         |
| 1891                               | 1898                         | Léopold Goirand                    |                              | Rép.                         |
| 1898                               | 1904                         | André Lebon                        |                              | Rép.                         |
| 1904                               | 1920                         | Achille Hippolyte Gentil           |                              | Rép.G                        |
| 1920                               | 1924                         | Paul Mercier                       |                              | Rép.G                        |
| 1924                               | 1940                         | Louis Demellier                    |                              | RAD                          |
| 1940                               | 1945                         | Conseil général suspendu           | Conseil général suspendu     | Conseil général suspendu     |
| 1945                               | 1955                         | Émile Naslin                       |                              | PRV                          |
| 1955                               | 1967                         | Jean Salliard du Rivault           |                              | CNIP                         |
| 1967                               | 1970                         | Jacques Fouchier                   |                              | CNIP                         |
| 1970                               | 1990                         | Georges Treille                    |                              | PRV puis UDF                 |
| 1990                               | 2000 (démission)             | André Dulait                       |                              | RPR                          |
| 2000                               | 2008                         | Jean-Marie Morisset                |                              | UDF puis UMP                 |
| 2008                               | 2015                         | Éric Gautier                       |                              | PS                           |
| Président du conseil départemental |                              |                                    |                              |                              |
| 2015                               | 2020                         | Gilbert Favreau                    |                              | UMP puis LR                  |
| 2020                               | 2021                         | Hervé de Talhouët-Roy              |                              | LR                           |
| 2021                               | en cours                     | Coralie Dénoues                    |                              | DVD                          |

## Mandat 2021-2028
Les vice-présidents en juillet 2021 sont :
- 1er vice-président : Thierry Marolleau (Cerizay)
- 2e : Marie-Pierre Missioux (Autize-Egray)
- 3e : Guillaume Juin (Niort 3)
- 4e : Estelle Gerbaud (Bressuire)
- 5e : Olivier Poiraud (Frontenay Rohan-Rohan)
- 6e : Esther Mahiet-Lucas (Thouars)
- 7e : Séverine Vachon (Mignon-Boutonne)
- 8e : Philippe Brémond (Mauléon)
- 9e : Béatrice Largeau (Parthenay)
- 10e : Olivier Fouillet (Val de Thouet)

## Mandat 2015-2021
Les vice-présidents en avril 2015 sont :
- 1er vice-président : Rose-Marie Nieto (Niort-1)
- 2e : Thierry Marolleau, rapporteur du budget
- 3e : Estelle Gerbaud (Bressuire)
- 4e : Philippe Brémond (Mauléon)
- 5e : Séverine Vachon (Mignon-Boutonne)
- 6e : Sylvain Sintive (Thouars)
- 7e : Béatrice Largeau (Parthenay)
- 8e : Olivier Fouillet (Val de Thouet)
- 9e : Marie-Pierre Missioux (Autize-Egray).

## Les conseillers départementaux
Le conseil départemental des Deux-Sèvres comprend 34 conseillers départementaux issus des 17 cantons des Deux-Sèvres. Ils ont été élus en juin 2021.

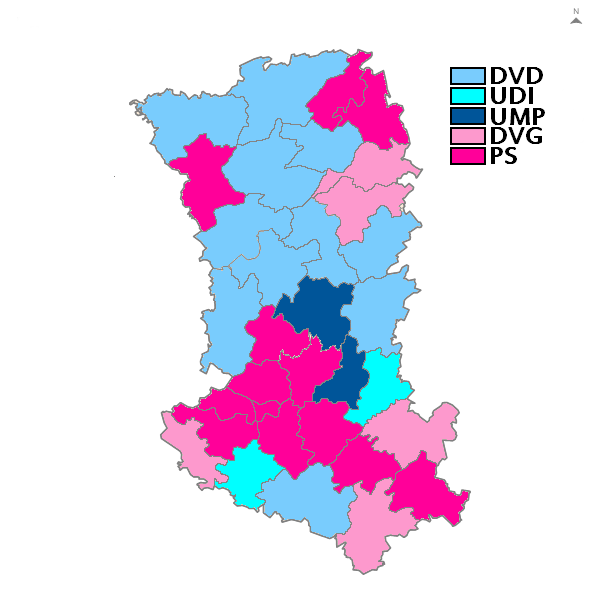
Cantons des Deux-Sèvres entre 2011 et 2015 - Majorité à Gauche

Cantons des Deux-Sèvres entre 2021 et 2028 - Majorité à Droite

| Canton                | Conseiller Sortant    | Parti | Parti | Conseiller élu            | Parti | Parti |
| --------------------- | --------------------- | ----- | ----- | ------------------------- | ----- | ----- |
| Autize-Égray          | René Bauruel          |       | DVD   | René Bauruel              |       | DVD   |
| Autize-Égray          | Marie-Pierre Missioux |       | LR    | Marie-Pierre Missioux     |       | LR    |
| Bressuire             | Estelle Gerbaud       |       | DVD   | Estelle Gerbaud           |       | DVD   |
| Bressuire             | François Gingreau     |       | DVD   | François Gingreau         |       | DVD   |
| Celles-sur-Belle      | Chantal Brillaud      |       | PS    | Chantal Brillaud          |       | PS    |
| Celles-sur-Belle      | Jean-Claude Mazin     |       | PS    | Kim Delagarde             |       | DVG   |
| Cerizay               | Thierry Marolleau     |       | LR    | Thierry Marolleau         |       | LR    |
| Cerizay               | Sylvie Renaudin       |       | LR    | Sylvie Renaudin           |       | LR    |
| Frontenay-Rohan-Rohan | Dominique Pougnard    |       | PS    | Anne-Sophie Guichet       |       | DVD   |
| Frontenay-Rohan-Rohan | Rabah Laïchour        |       | PS    | Olivier Poiraud           |       | DVC   |
| La Gâtine             | Coralie Dénoues       |       | DVD   | Coralie Dénoues           |       | DVD   |
| La Gâtine             | Hervé de Talhouët-Roy |       | LR    | Didier Gaillard           |       | DVD   |
| Mauléon               | Philippe Bremond      |       | LR    | Philippe Bremond          |       | LR    |
| Mauléon               | Claire Paulic         |       | LR    | Claire Paulic             |       | LR    |
| Melle                 | Colette Balland       |       | PS    | Muriel Sabourin Benelhadj |       | PS    |
| Melle                 | Dorick Barillot       |       | PS    | Dorick Barillot           |       | PS    |
| Mignon-et-Boutonne    | Bernard Belaud        |       | LR    | Philippe Mauffrey         |       | LR    |
| Mignon-et-Boutonne    | Séverine Vachon       |       | LR    | Séverine Vachon           |       | LR    |
| Niort-1               | Romain Dupeyrou       |       | MoDem | Romain Dupeyrou           |       | MoDem |
| Niort-1               | Rose-Marie Nieto      |       | DVD   | Rose-Marie Nieto          |       | DVD   |
| Niort-2               | Rodolphe Challet      |       | DVG   | Bernard Pénicaud          |       | DVG   |
| Niort-2               | Élodie Truong         |       | PS    | Élodie Truong             |       | PS    |
| Niort-3               | Agnès Jarry           |       | DVD   | Christine Hypeau          |       | DVD   |
| Niort-3               | Guillaume Juin        |       | LR    | Guillaume Juin            |       | LR    |
| Parthenay             | Gilbert Favreau       |       | LR    | Gilbert Favreau           |       | LR    |
| Parthenay             | Béatrice Largeau      |       | DVD   | Béatrice Largeau          |       | DVD   |
| La Plaine niortaise   | Lionel Vinour         |       | PS    | Thierry Devautour         |       | DVD   |
| La Plaine niortaise   | Magdeleine Pradere    |       | PS    | Nathalie Vinatier         |       | DVD   |
| Saint-Maixent-l'École | Hélène Havette        |       | DVD   | Catherine Pelaud          |       | EÉLV  |
| Saint-Maixent-l'École | Léopold Moreau        |       | LR    | Jean-François Renoux      |       | GÉ    |
| Thouars               | Esther Mahiet-Lucas   |       | LR    | Esther Mahiet-Lucas       |       | LR    |
| Thouars               | Sylvain Sintive       |       | DVD   | Philippe Chauveau         |       | DVD   |
| Le Val de Thouet      | Olivier Fouillet      |       | DVD   | Olivier Fouillet          |       | DVD   |
| Le Val de Thouet      | Maryline Gelée        |       | DVD   | Maryline Gelée            |       | DVD   |

## Logos

L'ancien logo du conseil général représentait la Sèvre Niortaise et la Sèvre Nantaise.
Logo du conseil général choisi en 2009, après une consultation réalisée sur Internet.
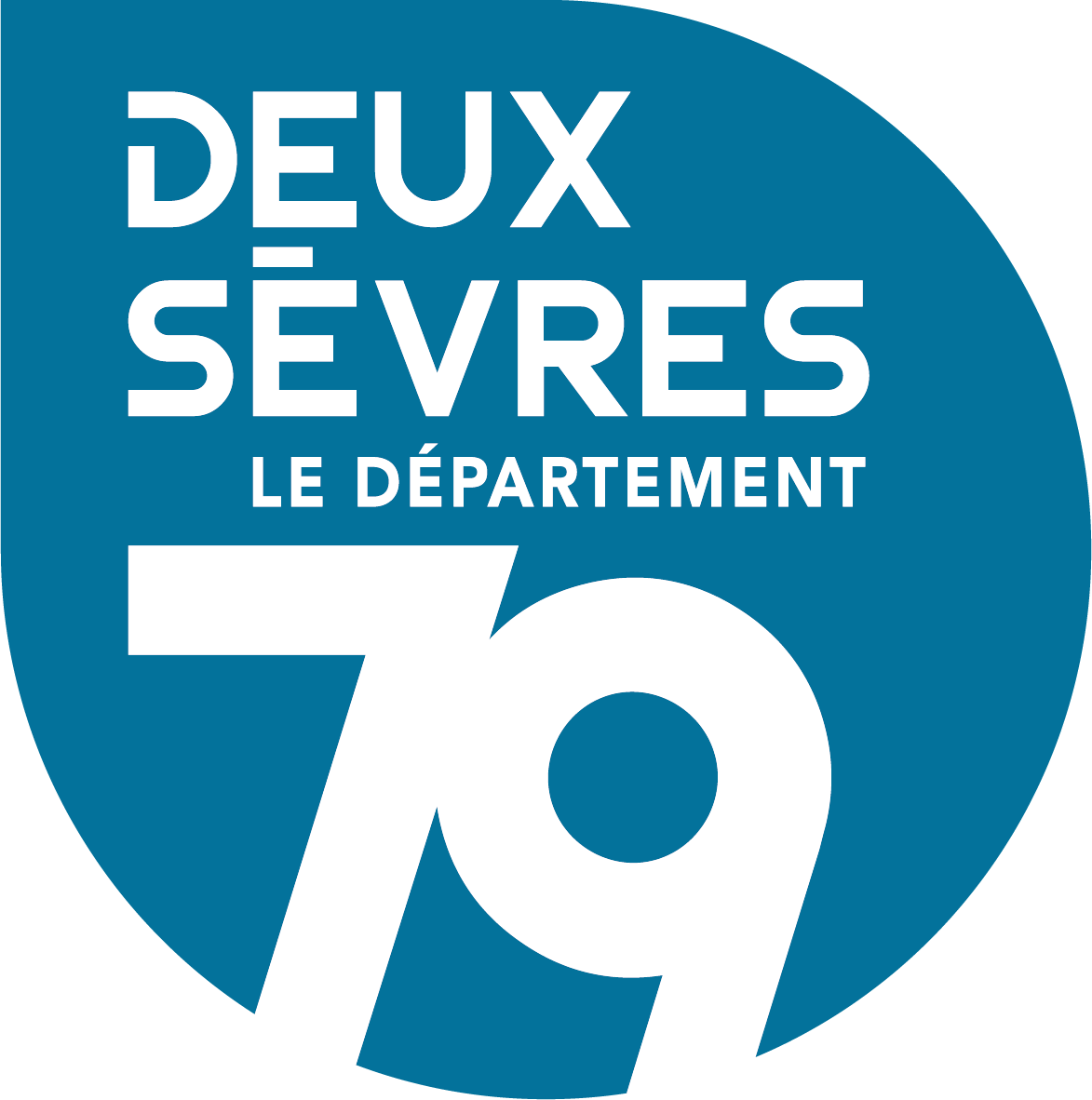
Logo depuis 2020.